# Robert Anthony (luchador)
Robert Anthony (nacido el 11 de junio de 1982) es un luchador profesional estadounidense más conocido como Egotistico Fantastico, también por su trabajo en la National Wrestling Alliance (NWA) bajo el nombre de Cyon.

## Campeonatos y logros
- 3X Wrestling

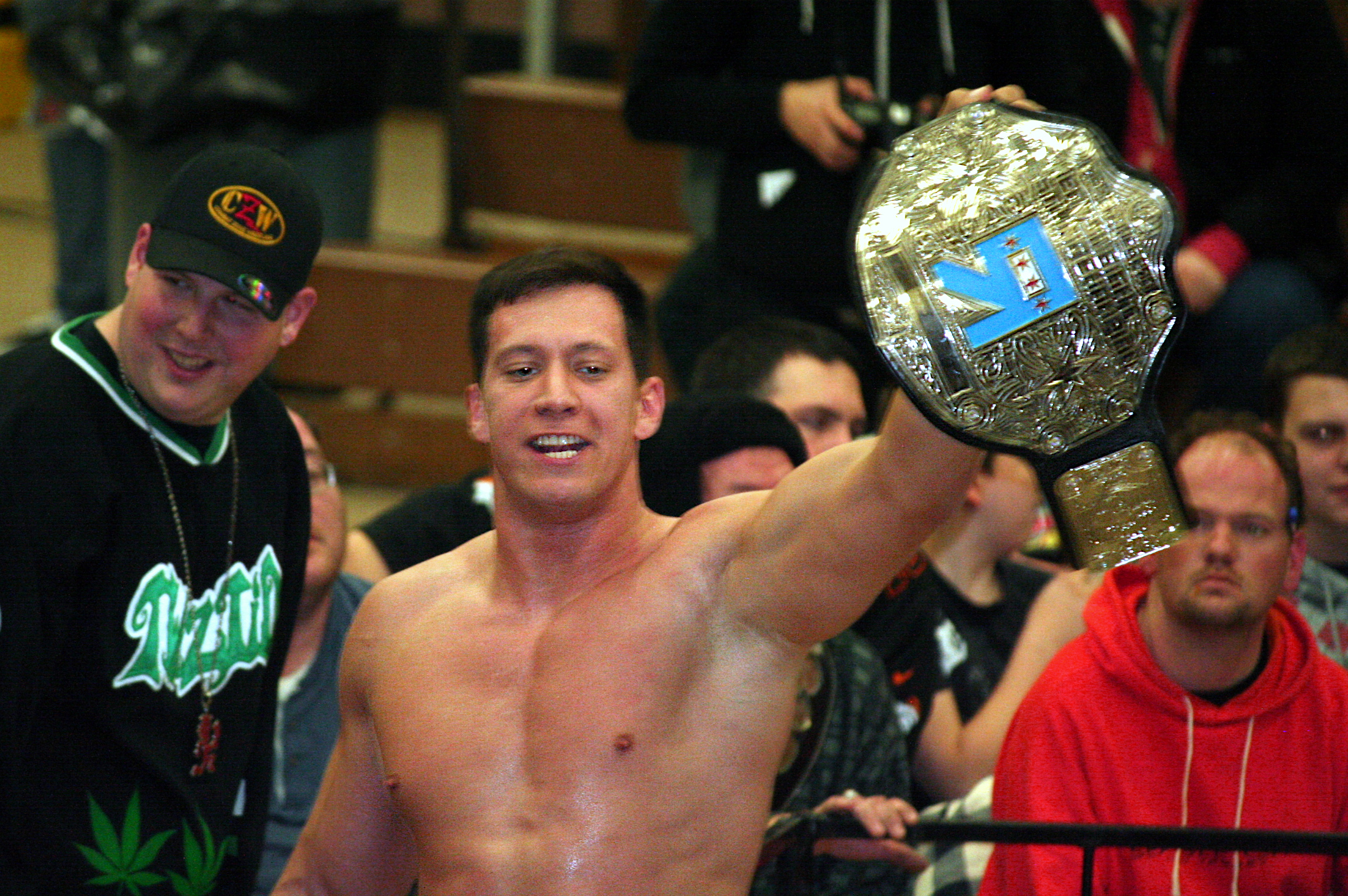
Anthony con el Campeonato Peso Pesado de RPW en febrero de 2013.

  - 3XW Heavyweight Championship (2 veces)[2][4]
  - Gauntlet for the Gold (2006)[2]
  - Most Popular Wrestler of the Year (2005)[2]
- All American Wrestling
  - AAW Heavyweight Championship (1 vez)[2]
- Combat Zone Wrestling
  - CZW New Horror Championship (1 vez)[5]
  - CZW World Junior Heavyweight Championship (1 vez)[6]
  - CZW World Heavyweight Championship (1 vez)[7]
  - Best of the Best 9[8]
- Freelance Wrestling
  - Freelance Legacy Championship (1 time)[9]
  - Freelance World Championship (2 times)[10]
- Insane Championship Wrestling USA
  - ICW Heavyweight Championship (1 vez)
  - ICW Midwest Championship (1 vez)
  - ICW Tag Team Championship (1 vez) - con Justin Dredd
- International Wrestling Cartel
  - IWC Super Indy Championship (1 vez)
- Lancashire Wrestling Federation
  - LWF Championship (1 vez)
- Mercury-1 Wrestling
  - Mercury-1 Heavyweight Championship (1 vez)[1]
- National Wrestling Alliance
  - NWA National Championship (1 vez)[11]
- NWA Midwest
  - NWA Midwest X Division Championship (1 vez)[12]
- Pro Championship Wrestling
  - PCW Cruiserweight Championship (1 vez)[2]
  - PCW Heavyweight Championship (1 vez)[13]
- Pro Wrestling Blitz
  - PWB King of Blitz Championship (1 vez)
- Pro Wrestling Illustrated
  - Situado en el #193 de los 500 luchadores individuales en PWI 500 en 2012[14]
- Resistance Pro Wrestling
  - RPW Heavyweight Championship (1 vez)
  - RPW Tag Team Championship (1 vez) – con Jocephus
  - Lethal Lottery Tournament (2014)